# 五月晴子
五月 晴子（さつき はるこ、1935年〈昭和10年〉1月1日 - ）は、日本の女優。本名は石川君代。東京都出身。
舞台芸術学院卒業。
フランス座、芸術座などに所属して、テレビドラマ、舞台などに脇役として活躍する。

## 出演

### テレビドラマ
- 三匹の侍 第5シリーズ 第1話「われらお尋ね者」（1967年、CX） - お市 役
- 鬼平犯科帳（八代目松本幸四郎版）(NET / 東宝)
  - 第1シリーズ 第27話「五年目の客」（1970年） - お菊（八重菊） 役
  - 第1シリーズ 第41話「白浪看板」(1970年) - おこう 役
- 一心太助 第17話「この子誰の子」（1972年、CX / 国際放映） - お民
- ウルトラシリーズ（TBS/円谷プロ）
  - 帰ってきたウルトラマン 第48話 「地球頂きます!」（1972年） - 勝の母
  - ウルトラマンタロウ　第41話 「母の願い 真冬の猛吹雪!」（1974年） - 中年女性
  - ウルトラマンレオ 第26話 「日本名作民話シリーズ! ウルトラマンキング対魔法使い」 （1974年） - 哲雄の母
  - ウルトラマン80　第4話 「大空より愛をこめて」 （1980年） - 主婦
- 緊急指令10-4・10-10 第15話「僕は泣かない」（1972年、NET/円谷プロ） - 羽佐間節子 役
- 泣くな青春 第10話「家族への挑戦」（1972年、CX）
- 荒野の用心棒 第28話「虐殺の丘に女の復讐が燃えて…」（1973年、NET） - おかね 役
- 太陽にほえろ! （NTV）
  - 第101話「愛の殺意」（1974年） - マンション管理人
  - 第167話「死ぬな! テキサス」（1975年） - 清風荘大家
  - 第426話「愛の終曲」（1980年） - 沖田家の隣人
  - 第554話「シルバー・シート」（1983年） - 島本婦人
  - 第573話「父と子の写真」（1983年） - レストラン店員
  - 第614話「17才」（1984年） - 薫の母親
  - 第654話「二度泣いた男」（1985年） - 名村家の家政婦
  - 第715話「山さんからの伝言」（1986年）
- 特別機動捜査隊 （NET）
  - 第670話「空飛ぶ円盤」（1974年）
  - 第751話「金貸し一代」（1976年）
- 日本沈没 第16話「鹿児島湾SOS!」（1975年、TBS / 東宝） - マダム ※ノンクレジット
- 鬼平犯科帳（丹波哲郎） 第13話「おふさ 伊之松」（1975年、NET / 東宝） - 「大作」棟梁の女房
- 伝七捕物帳
  - 日本テレビ版
  - 第62話「赤ん坊抱えた黒門町」（1975年） - お竹
  - 第83話 「母と名乗れぬ忍ぶ草」 （1975年） - おとよ
  - 第126話「江戸に入った賞金稼ぎ」（1976年） - お加代の母
  - 第129話「愛の絆に灯がともる」（1976年）
  - 第160話「大江戸裏町出世双六」（1977年） - おはな 役
  - テレビ朝日版（1979年） - おるい 役
- 大江戸捜査網 第231話「無法街の辻駕籠」（1976年、12ch / 三船プロ） - 駕籠屋の主人
- 俺たちの旅 第30話「ふられ男が旅に出ました」（1976年、NTV）
- プロレスの星 アステカイザー 第14話「アステカイザーの正体を見た!?」（1977年、NET / 円谷プロ） - 安子
- 赤い衝撃 第24話「お願い私を一人にしないで!」（1977年、TBS）
- 達磨大助事件帳 第8話「仇討ち女だるま」（1977年、ANB / 前進座 / 国際放映） - おとら 役
- 連続テレビ小説（NHK）
  - おていちゃん（1978年、NHK） - さわ 役
  - マー姉ちゃん（1979年）第152回 - 婦長
  - おしん（1983年 - 1984年、NHK）
- 土曜ドラマ（NHK）
  - 優しい時代（1978年） - 巻村早苗 役
- 若さま侍捕物帳 第15話「参上!! 吸血鬼」（1978年、ANB）
- 男たちの旅路 第4部 第3話「車輪の一歩」（1979年、NHK） - アパートのおばさん
- 熱中時代 第1シリーズ、第2シリーズ （1978年 - 1980年、NTV） - 母親
  - 第1シリーズ 1978年 - 1979年
  - 第1回 「オレが先生と呼ばれる日」PTA母親
  - 第2回 「熱中先生最初の失敗」PTAの母親
  - 第17回 「ノコベンとメンコ大会」三年四組児童の母親
  - 第21回 「人情タコ焼き先生」三年四組児童の母親
  - 第25回 「3年4組父母会総会」三年四組児童の母親
  - 第2シリーズ 1980年
  - 第2回 「二年三組とかわいそうな象」児童の母親
- 熱中時代・刑事編 第16話「ミッキーをだました男」（1979年、NTV） - 母親
- そば屋梅吉捕物帳 第13話「涙雨殺し人別帳」（1979年、12ch / 国際放映） - 長屋のおかみ
- 旅がらす事件帖 第13話「野辺の送りの鬼太鼓」（1980年、KTV） - おくに 役
- 立花登・青春手控え 第23話「旅立ち」（1982年、NHK）
- 銀河テレビ小説（NHK）
  - つかこうへいのかけおち'83（1983年） - ヤスオのおば 役
- 右門捕物帖 第8話「高嶺の花おいらん騒動」（1983年、NTV）
- 胸さわぐ苺たち（1983年、TBS）
- 土曜ワイド劇場 （ANB）
  - 「松本清張の証言」（1984年）
  - 「出しゃばり看板娘の推理」（1991年） - 旅館の女将
  - 「タクシードライバーの推理日誌」（1995年）
  - 「少女Aの殺人」（1996年）
  - 「太平洋殺意のうず潮」（1998年） - 酒井ヨシ
  - 温泉 (秘) 大作戦 第4作 「能登半島輪島を巡る究極のズワイガニと伝統の技、輪島塗の美に隠された連続殺人の謎!」（2007年、ABC） - 岩田時子 役
- 春の波涛（1985年、NHK）
- 3年B組金八先生（TBS）
  - スペシャルIV（1985年） - 市田正の母 役
  - 第7シリーズ 第17話（2005年2月18日放送）
- いのち（1986年、NHK） - 草枝
- 火曜サスペンス劇場 （NTV）
  - 「花嫁シリーズ 花嫁は眠れない」（1987年6月16日放送）
  - 「殺意の爪」（1989年8月8日放送）
  - 取調室5・故郷で死にたかった…愛妻殺し容疑の実業家に県警本部が挑んだ十二日間（1996年12月10日放送）　-　家政婦
  - 「救急指定病院」（1997年）
  - 「どうぞ安らかに1」（2001年） - 高橋清子 役
- おヒマなら来てよネ!（1987年、CX）
- 隣りの未亡人とおかしな二人（1988年、ANB）
- 華の別れ（1989年、THK）
- 氷点（1989年、ANB）
- 夏の嵐（1989年、THK）
- 月曜ドラマスペシャル⇒月曜ミステリー劇場⇒月曜ゴールデン （TBS）
  - 「モモ子シリーズ」（1989年）
  - 「外科医零子」（2002年）
  - 「弁護士 猪狩文助」（2003年）
  - 「税務調査官・窓際太郎の事件簿11」（2004年） - 山岡きく 役
  - 「探偵 左文字進」（2006年）
- 空と海をこえて（1989年、TBS）
- はいすくーる落書（1989年） - 遠藤薫の母 役
- 都会の森（1990年、TBS） - 川崎よね 役
- 裸の大将 第43話「清がサーカスにやってきた」（1990年、関西テレビ / 東阪企画） - はる 役
- 君の名は（1991年 - 1992年、NHK）
- 世にも奇妙な物語「息子帰る」（1991年、CX）
- 逢いたい時にあなたはいない…（1991年、CX）
- 仕掛人・藤枝梅安（1991年 - 1993年、フジテレビ） - おせき 役
- パパと呼ばせて!（1992年、TX）
- JTドラマBOX
  - 泣きたい夜もある 第10話「訣別-わかれ-」（1993年、MBS）
- 鬼平犯科帳（CX）
  - 第4シリーズ 第15話「女密偵・女賊」（1993年） - お熊 役
  - 第5シリーズ 第3話「蛙の長助」（1994年）
  - 第6シリーズ 第9話「迷路」（スペシャル）（1995年）
- ドラマ30
  - 娘からの宿題（1993年、CBC）
- さわやか3組 第13話「おばあちゃんは名コーチ」 （1994年11月9日、NHK教育） - 藤田はるかの祖母 役
- 事件・市民の判決（1996年、NHK）
- 青い鳥（1997年、TBS）
- 花王 愛の劇場
  - 天までとどけ　第7シリーズ（1998年、TBS） - 久米川ひなこ 役
  - ママまっしぐら!（2000年、TB
- 金曜エンタテイメント 「噂の女人情詐欺師 早苗とたまき・涙の事件簿2」（1998年） - 加納晴枝 役
- ドンウォリー!（1998年、KTV）
- 救急戦隊ゴーゴーファイブ 第38話「無限連鎖と孫と柿」（1999年、ANB / 東映） - 北條ミネ 役
- 救命病棟24時 第2シリーズ 第6話「キミは友だち」（2001年、CX） - 桂川耕作の母 役
- 御家人斬九郎 第5シリーズ 第5話「ゆうれい長屋」（2002年、CX / 映像京都） - 長屋の住人
- ビッグマネー!〜浮世の沙汰は株しだい〜 第7話「怒りの原点! 明かされた保険のワナ」（2002年、CX）
- 茂七の事件簿 新ふしぎ草紙 第6話「紙吹雪」、第10話「堪忍箱」（2002年、NHK）
- 盤嶽の一生 第3話「津軽の男」（2002年4月13日、CX）-老婆
- よい子の味方 〜新米保育士物語〜（2003年） - 後藤俊子 役
- 火消し屋小町（2004年、NHK）
- コスメの魔法 第1作（2004年） - 山下キク 役
- 愛と友情のブギウギ（2005年、NHK）
- 次郎長背負い富士 第4話「心意気」（2006年、NHK）
- DRAMA COMPLEX （NTV）
  - 「恍惚の人」（2006年） - 太田静江 役
- 金曜プレステージ （CX）
  - 「ドクター小石の事件カルテ」（2006年）
- きらきら研修医 第11話「内科で辞めないか?」（2006年、TBS） - 光江
- チーム・バチスタの栄光 第5話・第6話（2008年、KTV） - 蔵田トキ 役
- ゴッドハンド輝 第2話（2009年4月18日、TBS） - 患者 役
- Mother （2010年、NTV） - 恩田克子 役
- 崖っぷちのエリー〜この世でいちばん大事な「カネ」の話（2010年7月、EX・ABC）
- 警視庁継続捜査班 第7話（2010年9月2日、テレビ朝日） - 永田幸恵 役
- ヒューマンドラマスペシャル「ニセ医者と呼ばれて 〜沖縄・最後の医介輔〜」（2010年12月9日、YTV）
- 土曜ドラマスペシャル（NHK）
  - 「神様の女房」 第2話（2011年10月8日） - 産婆
  - 「あっこと僕らが生きた夏」前編（2012年4月14日） - ハル
- 妖怪人間ベム 第3話「絶対死なせない! 人間を守る妖怪の正体」（2011年11月5日、NTV） - ひったくりの被害者
- 24時間テレビ 「愛は地球を救う」スペシャルドラマ『車イスで僕は空を飛ぶ』（2012年8月25日、NTV）
- 真夜中のパン屋さん（2013年、NHK BSプレミアム） - 老人客
- 女はそれを許さない（2014年、CX） - 瀬戸弘子 役
- トクボウ 警察庁特殊防犯課 第4話（2014年、YTV） - 松岡菊枝 役
- 前科ありの女たち（2014年、CX） - 逢坂サキ（みのりの祖母） 役
- ナポレオンの村（2015年、TBS） - 石田キヨ 役

### 映画
- しゃべれども しゃべれども（2007年）

### 舞台
- 国定忠治
- 静かな山々
- みちのく人情旅

### その他のテレビ番組
- 一枚の写真（CX）